# Vixen (web-série d'animation)
Pour les articles homonymes, voir Vixen.
Vixen est une websérie d'animation américaine des producteurs exécutifs Greg Berlanti, Marc Guggenheim et Andrew Kreisberg, qui a été mise en ligne entre le 25 août 2015 et le 18 novembre 2016 sur la plateforme de streaming en ligne CW Seed et depuis le 18 février 2017 sur Toonami en France.
Elle est basée sur le personnage de comics Mari McCabe / Vixen, une super-héroïne qui combat le crime avec le pouvoir d'imiter les capacités de n'importe quel animal qui ait vécu sur Terre. La série se situe dans le même univers de fiction que la série Arrow, Flash et Legends of Tomorrow.
La web-série a été transformé en 1 film d'1H10 pour sa sortie DVD (la version film reste inédit en France).

## Synopsis
À la suite de la mort de ses parents en Afrique par la corruption locale, Mari McCabe hérite du Totem Tantu et gagne les pouvoirs du règne animal. Elle les utilise pour combattre les menaces comme celles qui lui ont coûté sa famille.

## Distribution

### Acteurs principaux
- Megalyn Echikunwoke (VF : Marie-Eugénie Maréchal) : Mari McCabe / Vixen
- Kimberly Brooks : Mari McCabe jeune

### Acteurs récurrents
| - Neil Flynn (VF : Philippe Catoire) : Chuck, le père d'adoption de Mari. - Sean Patrick Thomas (VF : Anatole de Bodinat) : Professeur Macalester - Anika Noni Rose (VF : Sybille Tureau) : Kuasa, la grande sœur de Mari - Carlos Valdes (VF : Jimmy Redler) : Cisco Ramon, ingénieur chez S.T.A.R. Labs - Grant Gustin (VF : Christophe Lemoine) : Barry Allen / Flash - Stephen Amell (VF : Lionel Tua) : Oliver Queen / Arrow - Emily Bett Rickards (VF : Kelvine Dumour) : Felicity Smoak | - Hakeem Kae-Kazim : (VF : Frantz Confiac) : Benatu Eshu, un ancien général - Katie Cassidy : (VF : Barbara Beretta) : Laurel Lance / Black Canary - Brandon Routh : (VF : Vincent Ropion) : Ray Palmer / The Atom |

### Invités
| - Kari Wuhrer : Patty, la mère d'adoption décédée de Mari | - Franz Drameh : Jefferson « Jax » Jackson / Firestorm - Victor Garber : Pr Martin Stein / Firestorm - Toks Olagundoye : la mère biologique de Mari |

## Production

### Développement
En janvier 2015, The CW a annoncé six épisodes d'animation web-série centrée sur Vixen et fera ses débuts sur CW Seed à la fin de 2015, et devrait être définie dans le même univers qu’Arrow et Flash. Au total, les six épisodes engloberont une histoire de 30 minutes. Keto Shimizu (en) et Brian Ford Sullivan (en), deux scénaristes de la série Arrow, participeront sur la série Vixen.
À propos de l'ajout de Vixen dans l'univers, Marc Guggenheim a dit :

« Vixen est un grand personnage. Tout d'abord est représente la magie, qui est un domaine que nous n'avons pas exploré sur l'un des deux shows tout de suite. Une chose que l'on peut dire est que Flash est très différent de Arrow, Arrow est très différent de Flash. Si Arrow est le crime, Flash la science alors Vixen est magique. »

En 2015, lors du Comic Con de San Diego, il est révélé que la série connaitra ses débuts le 25 août 2015. Marc Guggenheim a ajouté le fait que la série prend place autour des épisodes 15 et 16 de la saison 3 d’Arrow.
Blake Neely, compositeur des musiques d’Arrow et de Flash], compose la musique de Vixen avec Nathaniel Blume.
En janvier 2016, Mark Pedowitz a annoncé le renouvellement de Vixen pour une seconde saison de six épisodes, pour à nouveau un total d'environ 30 minutes,.
En janvier 2017, en termes de renouvellement pour une troisième saison, Pedowitz a dit : « Nous n'avons pas eu de discussion, mais sur la base du succès de la [deuxième] saison, je n'ai pas de raison de ne pas le faire. »

### Casting
Le 1er juillet 2015, Megalyn Echikunwoke est choisie pour doubler le personnage principal.

## Épisodes
| # | N°  | Titre                                                                                       | Réalisation       | Scénario                                                                        | Première diffusion                     |
| --- | --- | ------------------------------------------------------------------------------------------- | ----------------- | ------------------------------------------------------------------------------- | -------------------------------------- |
| Saison 1 (2015) |     |                                                                                             |                   |                                                                                 |                                        |
| 1-6 | 1-6 | Libération, Le Collier, Métahumaine, Traquée, Zambesi, Une Nouvelle Héroïne                 | James Tucker (en) | Wendy Mericle (en), Keto Shimizu (en), Brian Ford Sullivan (en) et Lauren Certo | Du 25 août 2015 au 29 septembre 2015   |
| Alors que Mari McCabe revient à Détroit après ses recherches sur ses parents biologiques, elle finit en prison après avoir poignardé dans la main d'un employeur avec un stylo. Son père adoptif, Chuck, paye sa caution et est attaqué dans une sombre allée par quelques voyous venus pour voler le Totem Tantu de Mari, qu'elle a hérité de ses parents biologiques. Mari utilise les pouvoirs du totem pour battre les voyous. Le jour suivant, Mari rend visite au Professeur Macalester afin d'en apprendre plus sur le totem et sa famille. Ailleurs, chez S.T.A.R. Labs, Cisco remarque les activités de Mari et de ses pouvoirs. Flash et Green Arrow s'en vont à Détroit pour voir ce qu'il en ressort. À Détroit, lorsque Mari montre les pouvoirs du totem à Chuck, Barry et Oliver se présente dans la maison. Convaincue qu'ils veulent l'emprisonner, elle décide de s'envoler. Ce qui donne lieu à une chasse par les deux super-héros. Après avoir finalement arrêté Mari, Flash et Green Arrow essaye de la convaincre de laisser l'aider. Sans les avoir cru, Mari s'en va et retourne chez le Professeur Macalester dans l'espoir d'obtenir plus de réponse. À la surprise de Mari, le professeur travaille avec Kuasa qui arrive pour récupérer le totem. Incapable d'enlever le collier, Mari tente de s'échapper mais se fait tirer dessus par un des hommes de Kuasa. Elle se réveille dans un village africain abandonné près en Zambezi, pays imaginaire d'Afrique Noire. Kuasa révèle qu'elle est sa grande sœur et que c'est dans ce village qu'elle est née. Celle-ci raconte l'histoire du totem et de la destruction du village et qu'elle a été choisie pour protéger le totem. Kuasa essaye de briser le lien qu'a le collier avec Mari mais cela échoue et Mari s'échappe en volant. À son retour, les esprits du règne animal se réveillent et lui disent qu'elle est sa digne porteuse. Avec leur aide, Mari revient au village et combat Kuasa et ses hommes afin de récupérer le totem. À son retour à Détroit, Mari commence à combattre le crime en tant que la justicière Vixen, en découvrant que c'est le but de sa vie, avec la promesse de Green Arrow et de Flash de l'aider si elle le demande. |     |                                                                                             |                   |                                                                                 |                                        |
| Saison 2 (2016) |     |                                                                                             |                   |                                                                                 |                                        |
| 7-12 | 1-6 | Les Totems, Le Vol du Musée, Retrouvailles, Trahison, Confrontation, Le Pouvoir de l'Esprit | Curt Geda         | Lauren Certo, Nolan Dunbar et Sarah Tarkoff                                     | Du 13 octobre 2016 au 18 novembre 2016 |
| Quelques mois après son retour à Détroit, Mari assiste au cours de Macalester sur les cinq totems du Zambèze qui accordent à leurs porteurs les pouvoirs élémentaires de l'air, de la terre, de l'eau, du feu et de l'esprit. Il est révélé que le totem du feu est exposé au Musée de Détroit. Mari confronte Macalester à la suite de son enlèvement et celui-ci lui dit que le Totem Tantu est un des totems perdus : celui de l'esprit. Mari reçoit un appel de Cisco afin d'aider Flash et Firestorm à combattre Weather Wizard (en). Mari fini à l'hôpital après le combat et apprend que le totem du feu et d'autres pierres précieuses ont été volés au Musée de Détroit. À la recherche du braqueur du musée, Mari apprend que c'est Benatu Eshu, arrivant de Zambezi pour le réclamer, qui l'a volé. Alors qu'elle le combat, celui-ci prétend connaitre la mère biologique de Mari. Les deux combattent mais Eshu se montrent trop puissant pour Mari. Mari retourne auprès de Macalester afin de trouver une solution pour arrêter le totem du feu et celui-ci lui conseille qu'ils rendent visite à Kuasa. Ils la retrouvent dans un hôpital africain. Kuasa leur dit qu'Eshu fut le général qui a ravagé le village à la recherche de Kuasa, de la mère biologique de Mari et du Totem Tantu. Elle conseille qu'il faut trouver le totem de l'eau pour combattre Eshu. La piste les amène à Star City. Une fois qu'ils trouvent le totem de l'eau, Kuasa double Mari et garde le totem pour elle. Mari la prend en chasse et est capable de la rattraper avec l'aide de Black Canary et de Atom. Felicity Smoak les informe que Eshu se déchaîne à Détroit. À contrecœur, Mari demande l'aide de Kuasa à combattre Eshu. Les héros se rendent à Détroit où Mari reçoit un appel de Macalester lui apprenant que chaque totem possède un cœur et que si celui-ci est détruit, le totem perd ses pouvoirs. À Détroit, les héros sont rapidement en situation de faiblesse malgré l'utilisation du totem de l'eau. Eshu tue Kuasa, laissant Mari la seule restante. Mari submerge Eshu pour l'affaiblir et lui subtilise le totem du feu. Macalester arrive pour lui dire que pour couper les liens entre le totem et Eshu, le totem doit être brisé par quelqu'un possédant un force surhumaine. Mari convoque la puissance des esprits du règne animal et détruit le totem. Plus tard, elle se joint à Green Arrow, Flash, Black Canary et Atom afin de résoudre une menace à Coast City (en). |     |                                                                                             |                   |                                                                                 |                                        |

## Apparition dans d'autres médias
Megalyn Echikunwoke interprète Mari McCabe durant un épisode de la saison 4 d'Arrow afin d'aider Oliver Queen et son équipe à sauver son fils kidnappé par Damien Darhk.
Après l'apparition de Vixen dans Arrow, Pedowitz a réitéré qu'il était possible que le personnage pouvait avoir sa série en live-action ou potentiellement rejoindre l'équipe de Legends of Tomorrow. Megalyn devait initialement reprendre son rôle dans le deuxième saison de Legends of Tomorrow mais n'a pas pu à cause de divers problèmes d'agenda. Maisie Richardson-Sellers est choisie pour jouer Amaya Jiwe, la grand-mère de Mari qui a aussi endossé le nom de Vixen.